# Некакса
«Нека́кса» (исп. Club Necaxa) — мексиканский футбольный клуб из столицы штата Агуаскальентес. Один из старейших клубов страны, основавших лигу. Выступает в Лиге МХ, высшем дивизионе страны.

## История
Клуб был основан 21 августа 1923 года англичанином Уильямом Фрассером, инженером и владельцем завода по выработке электроэнергии (Compañia de Luz y Fuerza). Будучи студентом в Великобритании Фрассер увлекался футболом и стал поклонником этого вида спорта. Он организовал работников своей компании и местного трамвайного депо в футбольную команду, получившую комбинированное название Compañia de Luz y Fuerza y Tranvías. После того как Федерация футбола Мексики запретила называть клубы по имени частных компаний, команда сменила название на «Некакса», по названию одноименной речки, протекающей около завода.
У клуба отчётливо прослеживаются два «золотых» периода — в 1930-е годы «Некакса» выиграла четыре любительских чемпионата Мексики, а в профессиональную эру команда блистала в 1990-е годы (под руководством тренера Мануэля Лапуэнте), выиграв три чемпионата Мексики, Кубок Чемпионов КОНКАКАФ и заняв 3-е место на клубном Чемпионате мира ФИФА в январе 2000 года. В городе Агуаскальентес «Некакса» выступает только с 2003 года, до этого клуб дислоцировался в Мехико.
Единственный мексиканский клуб, которому удалось выиграть «золотой дубль» и в любительскую (1932/33), и в профессиональную эру (1994/95).
В 2009 выбыл во второй дивизион, но выиграл два последующих коротких чемпионата, Клаусура 2009 и Бисентенарио 2010, и был автоматически повышен в премьер-лигу. Спустя год, по итогам сезона 2010/11 клуб опять выбыл в Ассенсо МХ, второй дивизион чемпионата Мексики, где дважды становился чемпионом (Ап. 2014, Кл. 2016). Наконец, в стыковочных матчах за повышение по итогам сезона 2015/16 обыграл клуб «Хуарес» и снова был повышен в Лигу МХ.

## Достижения
- Чемпион Мексики (3): 1994/95, 1995/96, Зима 1998
- Вице-чемпион Мексики (3): Зима 1996, Лето 1998, Лето 2002
- Чемпион Мексики (допрофессиональный период) (4): 1932/33, 1934/35, 1936/37, 1937/38
- Вице-чемпион Мексики (допрофессиональный период) (3): 1924/25, 1931/32, 1939/40
- Чемпион Ассенсо МХ (4): Клаусура 2009, Бисентенарио 2010, Апертура 2014, Клаусура 2016
- Обладатель Кубка Мексики (4): 1959/60, 1965/66, 1994/95, Клаусура 2018
- Обладатель Кубка Мексики (допрофессиональный период) (2): 1932/33, 1935/36
- Обладатель трофея Чемпион чемпионов Мексики (2): 1966, 1995
- Обладатель Суперкубка Мексики (1): 2018
- Победитель Лиги чемпионов КОНКАКАФ (1): 1999
- Обладатель Кубка обладателей кубков КОНКАКАФ (1): 1994
- Третий призёр клубного чемпионата мира ФИФА: 2000